# Playbuzz
Playbuzz es una plataforma de publicación en línea  para editores, agencias de marca y creadores de contenido individuales para aportar contenido en formatos interactivos como encuestas, concursos, listas, fragmentos de vídeo, presentaciones de diapositivas, y cuentas regresivas. El contenido generado en Playbuzz es generalmente asociado con  medios de comunicación, puede ser compartido a través de medios sociales o incrustados  en otros sitios web. Fundado en 2012, el contenido generado de Playbuzz era el más compartido encima Facebook a partir de enero de 2015 con un estimado 10 millones de participaciones por mes.

## Historia
Playbuzz fue  fundada en 2012 por Shaul Olmert y Tom Pachys. Olmert es  hijo del ex primer  ministro  de Israel Ehud Olmert y ha trabajado como un ejecutivo en Nickelodeon y también cofundó la aplicación de juego social GameGround. Pachys es graduado  de IDC y también el cofundador de Whimado.
Playbuzz fue fundada como PlayChanger en julio de 2012. PlayChanger trabajó con desarrolladores de juego y editores para distribuir los juegos de contenido de multitud de fuentes en categorías como deportes, música y moda. Playbuzz fue oficialmente lanzado en diciembre de 2013 como versión modificada de PlayChanger.
En junio de 2014, Playbuzz rompió el top 10 de las editoriales más compartidas  de Facebook . El sitio web alcanzó  70 millones de vistas únicas el mismo mes, la mitad de las cuales fueron  enviadas de Facebook. A los 10 meses del lanzamiento  de la plataforma  Playbuzz , superó 7.5 millones de participaciones mensuales en Facebook, convirtiéndose en  el segundo editor más compartido en Facebook en septiembre de 2014.
Según Forbes, siete de las 10 mayores historias de  Facebook en septiembre de 2014, involucraron contenido que se originó en Playbuzz. La compañía asumió el puesto número uno como la editorial más compartida en Facebook en noviembre de 2014 con aproximadamente 9 millones de participaciones, manteniendo el puesto hasta  enero de 2015 con un estimado 10 millones de participaciones. Playbuzz fue listado por Inc. como uno de los 15 sraeli Startups Getting Hot at the Turn of 2015 y también votó uno de los  Europe's  Hottest Startups el mismo año por Wired.

## Contenido
El contenido está generado por creadores de contenido individuales así como por marcas, editores y agencias. Los formatos de Playbuzz son gratuitos con fines editoriales, con un coste asociado a las para  campañas de contenido patrocinado. El sitio web tiene formatos listos para usar  para publicaciones que han  sido utilizados  por editores como TheBlaze, El Huffington Correo, Marthastewart.com, AOL, y MTV para empujar contenidos a medios sociales. La compañía lanzó su primer formato de vídeo en 2016.